# Sân bay Malakal
Sân bay Malakal (IATA: MAK, ICAO: HSSM) là một sân bay ở Malakal, Nam Sudan.

## Hãng hàng không và điểm đến
| Hãng hàng không    | Các điểm đến      |
| ------------------ | ----------------- |
| Ethiopian Airlines | Addis Ababa, Juba |
| Marsland Aviation  | Khartoum          |
| Sudan Airways      | Khartoum          |
| Feeder Airlines    | Khartoum, Juba    |